# Betrideildin
Betrideildin är den högsta divisionen i fotboll på Färöarna och grundades 1942. Den arrangeras av Färöarnas fotbollsförbund.

Ligan har haft flera olika namn i sponsorsammanhang. Från 2005 till 2008 hette ligan Formuladeildin, från februari 2009 till december 2011 var ligan känd under namnet Vodafonedeildin. Därefter gick ligan under namnet Effodeildin. Sedan 2018 är namnet Betrideildin.

## Historia
Ligan grundades 1942, även om klubbarna inte deltog i europeiska tävlingar fram till 1992. Fyra klubbar deltog i den första säsongen: KÍ Klaksvík, TB Tvøroyri, B36 Tórshavn samt Havnar Bóltfelag. De första mästarna var KÍ Klaksvík, en andradivision grundades 1943, men det fanns varken nedflyttning eller uppflyttning på den tiden. Ligan avbröts 1944 på grund av Brittiska arméns ockupation av Färöarna. Ligan återupptogs ett år senare och vanns av KÍ Klaksvík, medan andra lag att gå med på 1940-talet var MB Miðvágur, SÍ Sørvágur och VB, alla tre klubbar kom och gick. Antalet lag ökade till sex 1971, då ÍF Fuglafjørður gjorde inträde i ligan, och till sju 1971 när NSÍ Runavík anslöt sig.
Ändringar gjordes 1971 och ligan döptes till "1.deild" (Första divisionen) Nedflyttning infördes också; i slutet av 1971 skulle ett lag nedgraderas och ett flyttas upp från den andradivisionen (2.delid). NSÍ Runavík blev det första laget att nedgraderas.

## Lag säsongen 2020
| Lag                        | Stad         | Stadium          | Kapacitet |
| -------------------------- | ------------ | ---------------- | --------- |
| Argja Bóltfelag            | Argir        | Skansi Arena     | 2,000     |
| Bóltfelagið 1936           | Tórshavn     | Gundadalur       | 5,000     |
| EB/Streymur                | Streymnes    | Við Margáir      | 2,000     |
| Havnar Bóltfelag           | Tórshavn     | Gundadalur       | 5,000     |
| Ítróttarfelag Fuglafjarðar | Fuglafjørður | Í Fløtugerði     | 3,000     |
| Klaksvíkar Ítróttarfelag   | Klaksvík     | Við Djúpumýrar   | 4,000     |
| NSÍ Runavík                | Runavík      | Við Løkin        | 2,000     |
| Skála ÍF                   | Skála        | Undir Mýruhjalla | 1,500     |
| Tvøroyrar Bóltfelag        | Tvøroyri     | Við Stórá        | 4,000     |
| Víkingur Gøta              | Norðragøta   | Sarpugerði       | 3,000     |

## Säsonger
| Säsong | Antal Klubbar                                                           | Mästare                                                                 | P                                                                       | Tvåa                                                                    | P                                                                       | Bästa målskytt                                                          | Bästa målskytt                                                          |
| Säsong | Antal Klubbar                                                           | Mästare                                                                 | P                                                                       | Tvåa                                                                    | P                                                                       | Spelare                                                                 | Mål                                                                     |
| ------ | ----------------------------------------------------------------------- | ----------------------------------------------------------------------- | ----------------------------------------------------------------------- | ----------------------------------------------------------------------- | ----------------------------------------------------------------------- | ----------------------------------------------------------------------- | ----------------------------------------------------------------------- |
| 1942   |                                                                         | KÍ Klaksvík                                                             |                                                                         | TB Tvøroyri                                                             |                                                                         |                                                                         |                                                                         |
| 1943   |                                                                         | TB Tvøroyri                                                             |                                                                         | KÍ Klaksvík                                                             |                                                                         |                                                                         |                                                                         |
| 1944   | Ingen turnering på grund av ockupationen av Färöarna av brittiska armén | Ingen turnering på grund av ockupationen av Färöarna av brittiska armén | Ingen turnering på grund av ockupationen av Färöarna av brittiska armén | Ingen turnering på grund av ockupationen av Färöarna av brittiska armén | Ingen turnering på grund av ockupationen av Färöarna av brittiska armén | Ingen turnering på grund av ockupationen av Färöarna av brittiska armén | Ingen turnering på grund av ockupationen av Färöarna av brittiska armén |
| 1945   |                                                                         | KÍ Klaksvík                                                             |                                                                         | SÍ Sørvágur                                                             |                                                                         |                                                                         |                                                                         |
| 1946   |                                                                         | B36 Tórshavn                                                            |                                                                         | VB                                                                      |                                                                         |                                                                         |                                                                         |
| 1947   |                                                                         | SÍ Sørvágur                                                             |                                                                         | B36 Tórshavn                                                            |                                                                         |                                                                         |                                                                         |
| 1948   |                                                                         | B36 Tórshavn                                                            |                                                                         | HB Tórshavn                                                             |                                                                         |                                                                         |                                                                         |
| 1949   |                                                                         | TB Tvøroyri                                                             |                                                                         | HB Tórshavn                                                             |                                                                         |                                                                         |                                                                         |
| 1950   |                                                                         | B36 Tórshavn                                                            |                                                                         | TB Tvøroyri                                                             |                                                                         |                                                                         |                                                                         |
| 1951   | 4                                                                       | TB Tvøroyri                                                             |                                                                         | KÍ Klaksvík                                                             |                                                                         |                                                                         |                                                                         |
| 1952   | 5                                                                       | KÍ Klaksvík                                                             |                                                                         | TB Tvøroyri                                                             |                                                                         |                                                                         |                                                                         |
| 1953   | 5                                                                       | KÍ Klaksvík                                                             |                                                                         | HB Tórshavn                                                             |                                                                         |                                                                         |                                                                         |
| 1954   | 4                                                                       | KÍ Klaksvík                                                             |                                                                         | HB Tórshavn                                                             |                                                                         |                                                                         |                                                                         |
| 1955   | 4                                                                       | HB Tórshavn                                                             | 9                                                                       | TB Tvøroyri                                                             | 7                                                                       |                                                                         |                                                                         |
| 1956   | 5                                                                       | KÍ Klaksvík                                                             | 12                                                                      | TB Tvøroyri                                                             | 10                                                                      |                                                                         |                                                                         |
| 1957   | 5                                                                       | KÍ Klaksvík                                                             | 13                                                                      | VB                                                                      | 8                                                                       |                                                                         |                                                                         |
| 1958   | 5                                                                       | KÍ Klaksvík                                                             | 12                                                                      | HB Tórshavn                                                             | 12                                                                      |                                                                         |                                                                         |
| 1959   | 5                                                                       | B36 Tórshavn                                                            | 12                                                                      | KÍ Klaksvík                                                             | 9                                                                       |                                                                         |                                                                         |
| 1960   | 4                                                                       | HB Tórshavn                                                             | 9                                                                       | B36 Tórshavn                                                            | 7                                                                       |                                                                         |                                                                         |
| 1961   | 4                                                                       | KÍ Klaksvík                                                             | 10                                                                      | B36 Tórshavn                                                            | 5                                                                       |                                                                         |                                                                         |
| 1962   | 4                                                                       | B36 Tórshavn                                                            | 10                                                                      | KÍ Klaksvík                                                             | 8                                                                       |                                                                         |                                                                         |
| 1963   | 4                                                                       | HB Tórshavn                                                             | 10                                                                      | KÍ Klaksvík                                                             | 8                                                                       |                                                                         |                                                                         |
| 1964   | 3                                                                       | HB Tórshavn                                                             | 6                                                                       | B36 Tórshavn                                                            | 4                                                                       |                                                                         |                                                                         |
| 1965   | 4                                                                       | HB Tórshavn                                                             | 8                                                                       | B36 Tórshavn                                                            | 7                                                                       |                                                                         |                                                                         |
| 1966   | 5                                                                       | KÍ Klaksvík                                                             | 14                                                                      | HB Tórshavn                                                             | 10                                                                      |                                                                         |                                                                         |
| 1967   | 5                                                                       | KÍ Klaksvík                                                             | 14                                                                      | HB Tórshavn                                                             | 12                                                                      |                                                                         |                                                                         |
| 1968   | 5                                                                       | KÍ Klaksvík                                                             | 13                                                                      | B36 Tórshavn                                                            | 10                                                                      |                                                                         |                                                                         |
| 1969   | 5                                                                       | KÍ Klaksvík                                                             | 16                                                                      | HB Tórshavn                                                             | 12                                                                      |                                                                         |                                                                         |
| 1970   | 5                                                                       | KÍ Klaksvík                                                             | 12                                                                      | HB Tórshavn                                                             | 10                                                                      |                                                                         |                                                                         |
| 1971   | 6                                                                       | HB Tórshavn                                                             | 18                                                                      | KÍ Klaksvík                                                             | 16                                                                      |                                                                         |                                                                         |
| 1972   | 6                                                                       | KÍ Klaksvík                                                             | 17                                                                      | HB Tórshavn                                                             | 16                                                                      |                                                                         |                                                                         |
| 1973   | 6                                                                       | HB Tórshavn                                                             | 20                                                                      | KÍ Klaksvík                                                             | 16                                                                      |                                                                         |                                                                         |
| 1974   | 6                                                                       | HB Tórshavn                                                             | 18                                                                      | KÍ Klaksvík                                                             | 10                                                                      |                                                                         |                                                                         |
| 1975   | 6                                                                       | HB Tórshavn                                                             | 20                                                                      | KÍ Klaksvík                                                             | 15                                                                      |                                                                         |                                                                         |
| 1976   | 7                                                                       | TB Tvøroyri                                                             | 20                                                                      | HB Tórshavn                                                             | 19                                                                      |                                                                         |                                                                         |
| 1977   | 7                                                                       | TB Tvøroyri                                                             | 20                                                                      | HB Tórshavn                                                             | 16                                                                      |                                                                         |                                                                         |
| 1978   | 7                                                                       | HB Tórshavn                                                             | 20                                                                      | TB Tvøroyri                                                             | 19                                                                      |                                                                         |                                                                         |
| 1979   | 8                                                                       | ÍF Fuglafjørður                                                         | 25                                                                      | TB Tvøroyri                                                             | 24                                                                      |                                                                         |                                                                         |
| 1980   | 8                                                                       | TB Tvøroyri                                                             | 25                                                                      | HB Tórshavn                                                             | 20                                                                      | Jóan Petur Olgarsson (TB Tvøroyri)                                      | 18                                                                      |
| 1981   | 8                                                                       | HB Tórshavn                                                             | 21                                                                      | TB Tvøroyri                                                             | 21                                                                      | Jóannes Jakobsen (HB Tórshavn)                                          | 14                                                                      |
| 1982   | 8                                                                       | HB Tórshavn                                                             | 22                                                                      | TB Tvøroyri                                                             | 19                                                                      | Jóannes Jakobsen (HB Tórshavn)                                          | 9                                                                       |
| 1983   | 8                                                                       | GÍ Gøta                                                                 | 19                                                                      | HB Tórshavn                                                             | 18                                                                      | Petur Hans Hansen (B68 Toftir)                                          | 10                                                                      |
| 1984   | 8                                                                       | B68 Toftir                                                              | 21                                                                      | TB Tvøroyri                                                             | 19                                                                      | Aksel Højgaard (B68 Toftir)                                             | 10                                                                      |
| 1984   | 8                                                                       | B68 Toftir                                                              | 21                                                                      | TB Tvøroyri                                                             | 19                                                                      | Erling Jacobsen (HB Tórshavn)                                           | 10                                                                      |
| 1985   | 8                                                                       | B68 Toftir                                                              | 21                                                                      | HB Tórshavn                                                             | 19                                                                      | Símun Petur Justinussen (GÍ Gøta)                                       | 10                                                                      |
| 1986   | 8                                                                       | GÍ Gøta                                                                 | 20                                                                      | HB Tórshavn                                                             | 17                                                                      | Jesper Wiemer (B68 Toftir)                                              | 13                                                                      |
| 1986   | 8                                                                       | GÍ Gøta                                                                 | 20                                                                      | HB Tórshavn                                                             | 17                                                                      | Símun Petur Justinussen (GÍ Gøta)                                       | 13                                                                      |
| 1987   | 8                                                                       | TB Tvøroyri                                                             | 18                                                                      | HB Tórshavn                                                             | 17                                                                      | Símun Petur Justinussen (GÍ Gøta)                                       | 10                                                                      |
| 1988   | 10                                                                      | HB Tórshavn                                                             | 25                                                                      | B68 Toftir                                                              | 24                                                                      | Jógvan Petersen (B68 Toftir)                                            | 9                                                                       |
| 1989   | 10                                                                      | B71 Sandur                                                              | 31                                                                      | HB Tórshavn                                                             | 22                                                                      | Egill Steinþórsson (VB)                                                 | 16                                                                      |
| 1990   | 10                                                                      | HB Tórshavn                                                             | 24                                                                      | B36 Tórshavn                                                            | 20                                                                      | Gunnar Mohr (HB Tórshavn)                                               | 10                                                                      |
| 1990   | 10                                                                      | HB Tórshavn                                                             | 24                                                                      | B36 Tórshavn                                                            | 20                                                                      | Jens Erik Rasmussen (MB Miðvágur)                                       | 10                                                                      |
| 1990   | 10                                                                      | HB Tórshavn                                                             | 24                                                                      | B36 Tórshavn                                                            | 20                                                                      | Jón Pauli Olsen (VB)                                                    | 10                                                                      |
| 1990   | 10                                                                      | HB Tórshavn                                                             | 24                                                                      | B36 Tórshavn                                                            | 20                                                                      | Per Dalheim (GÍ Gøta)                                                   | 10                                                                      |
| 1991   | 10                                                                      | KÍ Klaksvík                                                             | 24                                                                      | B36 Tórshavn                                                            | 24                                                                      | Símun Petur Justinussen (GÍ Gøta)                                       | 15                                                                      |
| 1992   | 10                                                                      | B68 Toftir                                                              | 27                                                                      | GÍ Gøta                                                                 | 25                                                                      | Símun Petur Justinussen (GÍ Gøta)                                       | 14                                                                      |
| 1993   | 10                                                                      | GÍ Gøta                                                                 | 28                                                                      | HB Tórshavn                                                             | 25                                                                      | Uni Arge (HB Tórshavn)                                                  | 11                                                                      |
| 1994   | 10                                                                      | GÍ Gøta                                                                 | 30                                                                      | HB Tórshavn                                                             | 30                                                                      | John Petersen (GÍ Gøta)                                                 | 21                                                                      |
| 1995   | 10                                                                      | GÍ Gøta                                                                 | 41                                                                      | HB Tórshavn                                                             | 33                                                                      | Súni Fríði Johannesen (B68 Toftir)                                      | 24                                                                      |
| 1996   | 10                                                                      | GÍ Gøta                                                                 | 39                                                                      | KÍ Klaksvík                                                             | 39                                                                      | Kurt Mørkøre (KÍ Klaksvík)                                              | 20                                                                      |
| 1997   | 10                                                                      | B36 Tórshavn                                                            | 48                                                                      | HB Tórshavn                                                             | 41                                                                      | Uni Arge (HB Tórshavn)                                                  | 24                                                                      |
| 1998   | 10                                                                      | HB Tórshavn                                                             | 45                                                                      | KÍ Klaksvík                                                             | 38                                                                      | Jákup á Borg (B36 Tórshavn)                                             | 20                                                                      |
| 1999   | 10                                                                      | KÍ Klaksvík                                                             | 41                                                                      | GÍ Gøta                                                                 | 39                                                                      | Jákup á Borg (B36 Tórshavn)                                             | 17                                                                      |
| 2000   | 10                                                                      | VB                                                                      | 40                                                                      | HB Tórshavn                                                             | 38                                                                      | Súni Fríði Johannesen (B36 Tórshavn)                                    | 16                                                                      |
| 2001   | 10                                                                      | B36 Tórshavn                                                            | 46                                                                      | GÍ Gøta                                                                 | 42                                                                      | Helgi L. Petersen (GÍ Gøta)                                             | 19                                                                      |
| 2002   | 10                                                                      | HB Tórshavn                                                             | 41                                                                      | NSÍ Runavík                                                             | 36                                                                      | Andrew av Fløtum (HB Tórshavn)                                          | 18                                                                      |
| 2003   | 10                                                                      | HB Tórshavn                                                             | 41                                                                      | B36 Tórshavn                                                            | 37                                                                      | Hjalgrím Elttør (KÍ Klaksvík)                                           | 13                                                                      |
| 2004   | 10                                                                      | HB Tórshavn                                                             | 41                                                                      | B36 Tórshavn                                                            | 34                                                                      | Sonni L. Petersen (EB/Streymur)                                         | 13                                                                      |
| 2005   | 10                                                                      | B36 Tórshavn                                                            | 54                                                                      | Skála ÍF                                                                | 50                                                                      | Christian Høgni Jacobsen (NSÍ Runavík)                                  | 18                                                                      |
| 2006   | 10                                                                      | HB Tórshavn                                                             | 55                                                                      | EB/Streymur                                                             | 54                                                                      | Christian Høgni Jacobsen (NSÍ Runavík)                                  | 18                                                                      |
| 2007   | 10                                                                      | NSÍ Runavík                                                             | 61                                                                      | EB/Streymur                                                             | 54                                                                      | Amed Davy Sylla (B36 Tórshavn)                                          | 18                                                                      |
| 2008   | 10                                                                      | EB/Streymur                                                             | 54                                                                      | HB Tórshavn                                                             | 48                                                                      | Arnbjørn Hansen (EB/Streymur)                                           | 20                                                                      |
| 2009   | 10                                                                      | HB Tórshavn                                                             | 55                                                                      | EB/Streymur                                                             | 50                                                                      | Finnur Justinussen (Víkingur Gøta)                                      | 19                                                                      |
| 2010   | 10                                                                      | HB Tórshavn                                                             | 54                                                                      | EB/Streymur                                                             | 51                                                                      | Arnbjørn Hansen (EB/Streymur)                                           | 22                                                                      |
| 2010   | 10                                                                      | HB Tórshavn                                                             | 54                                                                      | EB/Streymur                                                             | 51                                                                      | Christian Høgni Jacobsen (NSÍ Runavík)                                  | 22                                                                      |
| 2011   | 10                                                                      | B36 Tórshavn                                                            | 67                                                                      | EB/Streymur                                                             | 60                                                                      | Finnur Justinussen (Víkingur Gøta)                                      | 21                                                                      |
| 2012   | 10                                                                      | EB/Streymur                                                             | 58                                                                      | ÍF Fuglafjørður                                                         | 54                                                                      | Clayton Nascimento (ÍF Fuglafjørður)                                    | 22                                                                      |
| 2012   | 10                                                                      | EB/Streymur                                                             | 58                                                                      | ÍF Fuglafjørður                                                         | 54                                                                      | Páll Klettskarð (KÍ Klaksvík)                                           | 22                                                                      |
| 2013   | 10                                                                      | HB Tórshavn                                                             | 54                                                                      | ÍF Fuglafjørður                                                         | 49                                                                      | Klæmint Olsen (NSÍ Runavík)                                             | 21                                                                      |
| 2014   | 10                                                                      | B36 Tórshavn                                                            | 61                                                                      | HB Tórshavn                                                             | 60                                                                      | Klæmint Olsen (NSÍ Runavík)                                             | 22                                                                      |
| 2015   | 10                                                                      | B36 Tórshavn                                                            | 61                                                                      | NSÍ Runavík                                                             | 54                                                                      | Klæmint Olsen (NSÍ Runavík)                                             | 21                                                                      |
| 2016   | 10                                                                      | Víkingur                                                                | 61                                                                      | KÍ Klaksvík                                                             | 60                                                                      | Klæmint Olsen (NSÍ Runavík)                                             | 23                                                                      |
| 2017   | 10                                                                      | Víkingur                                                                | 52                                                                      | KÍ Klaksvík                                                             | 52                                                                      | Adeshina Lawal (Víkingur Gøta)                                          | 17                                                                      |
| 2018   | 10                                                                      | Havnar Bóltfelag                                                        | 73                                                                      | NSÍ Runavík                                                             | 55                                                                      | Adrian Justinussen (Havnar Bóltfelag)                                   | 20                                                                      |
| 2019   | 10                                                                      | Klaksvíkar Ítróttarfelag                                                | 66                                                                      | Bóltfelagið 1936                                                        | 63                                                                      | Klæmint Olsen (NSÍ Runavík)                                             | 26                                                                      |

### Fotnoter
1. ↑  Hans Pauli Joensen (9 oktober 2009). ”Season review: Faroe Islands” (på engelska). UEFA. http://www.uefa.com/memberassociations/news/newsid=902184.html. Läst 29 maj 2017.